# 德米特里一世 (巴克特里亞)
德米特里一世（不敗者）（希臘語： Δημήτριος；約前222年—約前185年），是希臘-巴克特里亞王國國王。他是歐西德莫斯一世之子，約在前200年時繼承王位，之後他征服廣大的地區，包括橫跨今日東伊朗、阿富汗和巴基斯坦，並把希臘文化帶到離希臘本土很遠的印度，亦可視為印度-希臘王國的開拓者。德米特里在戰場上可能從未吃過敗戰，過世後在後來的君主阿加托克利斯時冠上「不敗者」（希臘語:ANIKETOS）的稱號。

## 與安條克三世會面
德米特里一世的父親歐西德莫斯一世在前210年左右遭到塞琉古國王安條克三世的進攻，儘管歐西德莫斯一世率領一萬騎兵在阿利烏河戰役迎戰，但遭到挫敗。歐西德莫斯之後退回都城都城薄知（Bactra）據守，經過三年的長期圍攻，安條克三世依舊無法奪下這座城市，雙方因此展開談和。約在前206年，雙方取得協議，歐西德莫斯一世派遣德米特里與塞琉古簽約。安條克三世相當欣賞德米特里的儀容、談吐，波利比烏斯記載：
|                    | 歐西德莫斯最後派遣他的兒子德米特里前去簽屬最終的和約，安條克三世對年輕王子相當滿意，不論從外表、言談、禮儀來看德米特里都符合王室能力需求，因此首先承諾把自己女兒許配給德米特里，第二才承認歐西德莫斯的國王地位。 |
| ——波利比烏斯 11.34 | |

內文中，德米特里被稱為年輕的王子（希臘語：νεανίσκος），推測可能在16歲左右，因此反推他約在前222年前後出生。

## 入侵印度

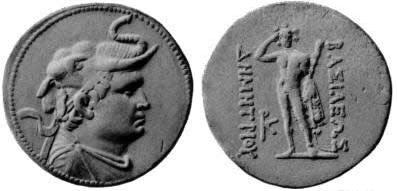
四德拉克馬的銀幣上刻著巴克特里亞國王德米特里一世的肖像
正面 為德米特里穿戴著大象頭飾，象徵著征服印度
反面 為年輕且裸體的海克力斯，其右手為自己戴上王冠，左手臂依著涅墨亞獅子皮和大棍棒，並以希臘文: ΒΑΣΙΛΕΩΣ ΔΗΜΗΤΡΙΟΥ ，即"國王德米特里的"。

德米特里一世約在前180年間開始入侵北印度，趁著孔雀王朝因其將軍弗沙密多羅·巽伽（又稱差友王）的原因面臨崩解，弗沙密多羅·巽伽之後建立摩揭陀王國的巽伽王朝，孔雀王朝在外交上與希臘人有所結盟，很可能與巴克特利亞的希臘人有同盟關係，巴克特里亞軍隊可能是為了保護印度的希臘裔移民才入侵印度。 
德米特里一世很可能在王子時就先著手收復興都庫什山脈以南的阿拉霍西亞行省，此區住著很多希臘人，但之前塞琉古帝國把它割給孔雀王朝，根據卡拉克斯的伊西多爾的《帕提亞驛程志》中提到當時阿拉霍西亞許多希臘殖民城市都以德米特里阿斯命名，很可能是由德米特里一世建造的。而在阿富汗的阿伊·哈努姆發現一段刻在石頭上的銘文，上頭也提到德米特里在他父親統治時就已獲得一連串的勝利。
而這場希臘南征行動可能遠征到東印度，斯特拉波記載當時希臘人遠征到恆河和孔雀王朝的首都華氏城：
|                    | 那些在巴克特利亞獨立的希臘人，在這個富饒的國度很快的變得相當強盛，主宰的領土不僅包含阿利亞，還遠至印度。就像阿提米塔的阿波羅多羅斯所說的，他們降服的部族超過亞歷山大時所降服的，尤其是米南德，有些部族是他親自降伏；其他的部族是在德米特里時，他是巴克特里亞國王歐西德莫斯之子。 |
| ——斯特拉波, XV.698 | |

而印度史料也記載希臘人入侵到色給德、般庶（Panchala）、馬圖拉和華氏城。印度羯陵伽國王迦羅衛羅（Kharavela）的訶提袞帕銘文（Hathigumpha inscription）也提到希臘國王德米特里和軍隊出現在東印度，可能最遠到達華氏城以南七十公里處的佛教聖地王舍城，並宣稱德米特里最終因聽聞迦羅衛羅於南方軍事告捷而撤退。
|                | 在這八年內，迦羅衛羅和他龐大的軍隊洗劫了Goradhagiri，讓王舍城被感壓力，並且如同洪水般傳來他們英勇的報告，耶槃那（指希臘人）國王Dimita（德米特里）不得不撤到馬圖拉來保存它意志消沉的軍隊。 |
| ——訶提袞帕銘文 | |

然而入侵到華氏城的那場征服行動普遍是認為在後期君主米南德一世時發生的，德米特里一世可能僅征服到今日的巴基斯坦區域，而剩下的是後來的其他希臘王公所完成的。普遍認為德米特里一世的統治中心在塔克西拉，因為在那裏的考古遺址發現許多他的錢幣。而德米特里在印度西北部所開拓的疆土，印度-希臘王國一直統治到約前20年才因塞克（Sacae）入侵才結束。

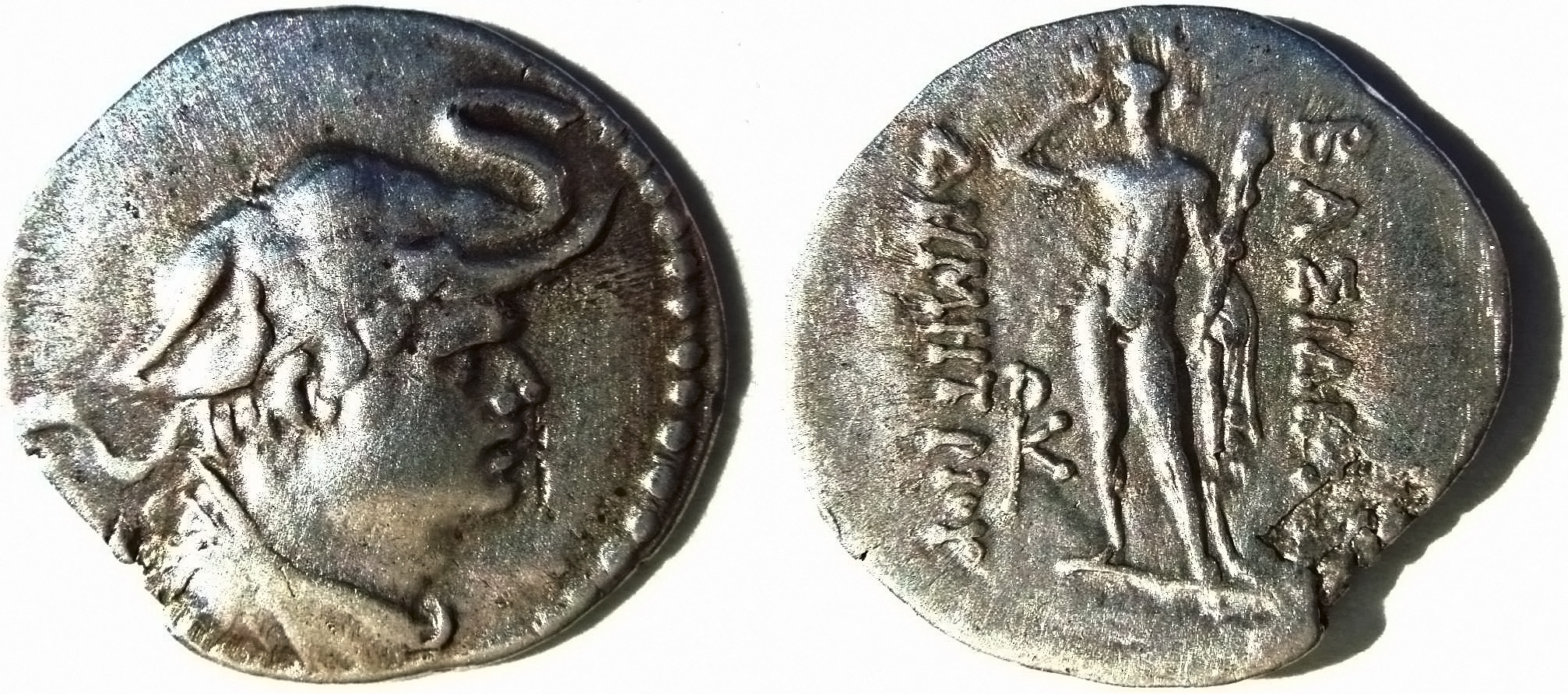
德米特里的奧波勒斯銀幣，儘管相當小（直徑約12公釐）但手工精細。

## 最終
關於德米特里一世逝世的原因、時間不清楚，僅能推論在前185年以後國家似乎由一連串統治者把持，這些統治者有許多個，可能是共同執政者，甚至更可能王國因步入內戰而暫時分裂
在德米特里一世後來的君主們包含歐西德莫斯二世、阿加托克利斯、潘達雷昂、阿波羅多特斯一世等，很可能歐西德莫斯二世繼承德米特里一世的王位，而之後的君主可能理論上都與德米特里有親屬關係，也有可能僅阿加托克利斯有關連而已。而最終王位落入能力出眾的歐克拉提德一世手中。
在巴克特里亞、印度的希臘國王至少有兩到三個名為「德米特里」，飽受爭議的德米特里二世很可能是德米特里一世的親屬，然而有關德米特里二世的資訊僅能靠錢幣上的發掘得知。

## 德米特里和佛教
相當多的史料記載巽伽王朝迫害佛教徒，然而在印度-希臘的國王治下佛教蓬勃發展，近代歷史學者W.W. Tarn認為希臘人入侵印度並不是僅為支援孔雀王朝，還為了保護當地的佛教信仰，以免受到巽伽王朝的宗教迫害。然而巽伽王朝的宗教迫害尚有爭議，同一時期的歷史學者如羅米拉·塔帕（Romila Thapar）等認為在那一些迫害記載，很可能是佛教傳道者過於誇大宣傳的結果，羅米拉·塔帕認為希臘人入侵南亞純粹是為了經濟上的考量。

### 硬幣與佛教關連
同樣署名「德米特里」的錢幣共有四種款式，其中雙語款式有著希臘文和佉盧文並存的，應該是之後的德米特里二世錢幣，而另一種國王戴著王冠的錢幣就應該是早期的德米特里一世錢幣。
較有意思的其它有著大象的德米特里一世錢幣，包含兩種款式，其中就是德米特里一世頭戴大象頭飾的肖像，這肖像如同亞歷山大大帝所發行的錢幣一樣，象徵征服印度。另一種就是正面有一頭欣喜的大象，並以皇家串珠在錢幣邊緣裝飾，然而這只有用在國王肖像時才使用這個裝飾。大象是佛教和釋迦牟尼的象徵之一，可能代表德米特里一世所帶來佛教的勝利。錢幣反面是雙蛇杖（caduceus），其呈現出兩條相爭的蛇最終和解，象徵希臘人和印度人和平相處，也可能象徵印度教和佛教互相和睦。除此之外，雙蛇杖也是希臘神話中醫神阿斯克勒庇俄斯的象徵之一。
然而，也有另一個論點是大象是希臘人在印度的首府塔克西拉的象徵，甚至大象可能象徵著印度，其實硬幣與佛教關連的論點都有爭議。目前對於希臘人在印度的情形相當模糊，僅能靠一些錢幣出土來猜測，然而這些猜測都過於大膽。